# 拉道陨击坑
拉道陨击坑（Radau）是火星欧克西亚沼区的一座撞击坑，中心坐标位于北纬17.1度、西经4.8度处，直径114.5公里。其名称取自法国天文学家鲁道夫·拉道(1835年-1911年），1973年被国际天文联合会行星系统命名工作组批准接受。
撞击坑通常有一圈覆盖着喷射物的边缘，相比之下，火山坑则一般没有边缘或喷射沉积物。较大的陨石坑（直径大于10公里或6.2英里）里面常会有一座中央峰，这种中央峰是因撞击后坑底反弹所形成。

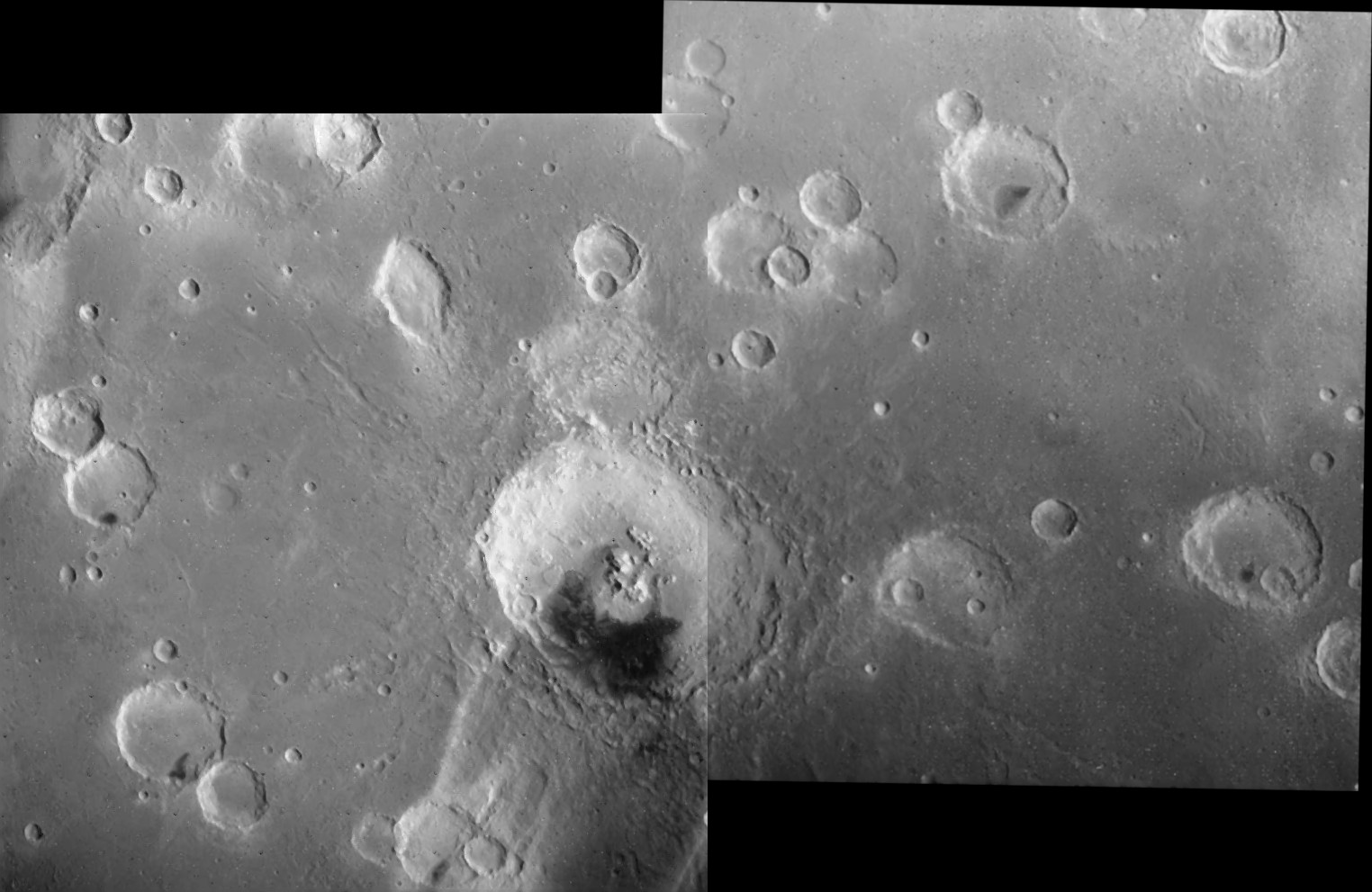
海盗1号轨道器拍摄的拼接图，拉道陨击坑位于底部中间。
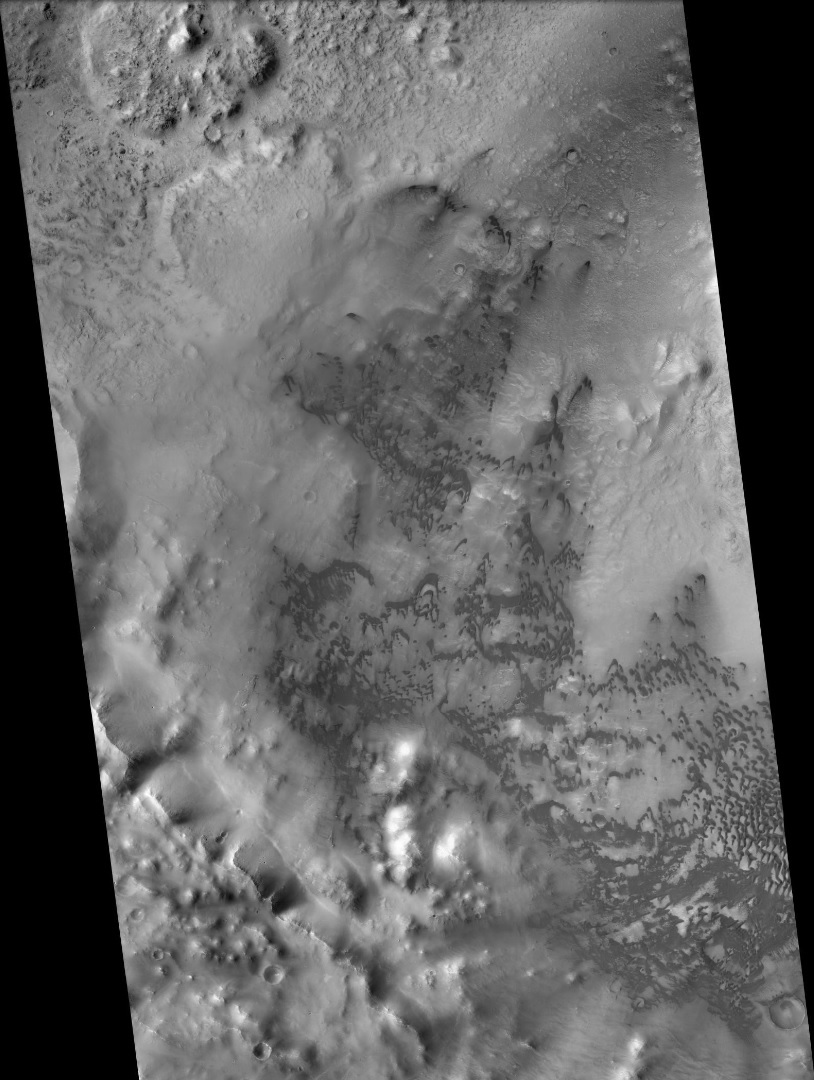
火星勘测轨道飞行器背景相机拍摄的拉道陨击坑。
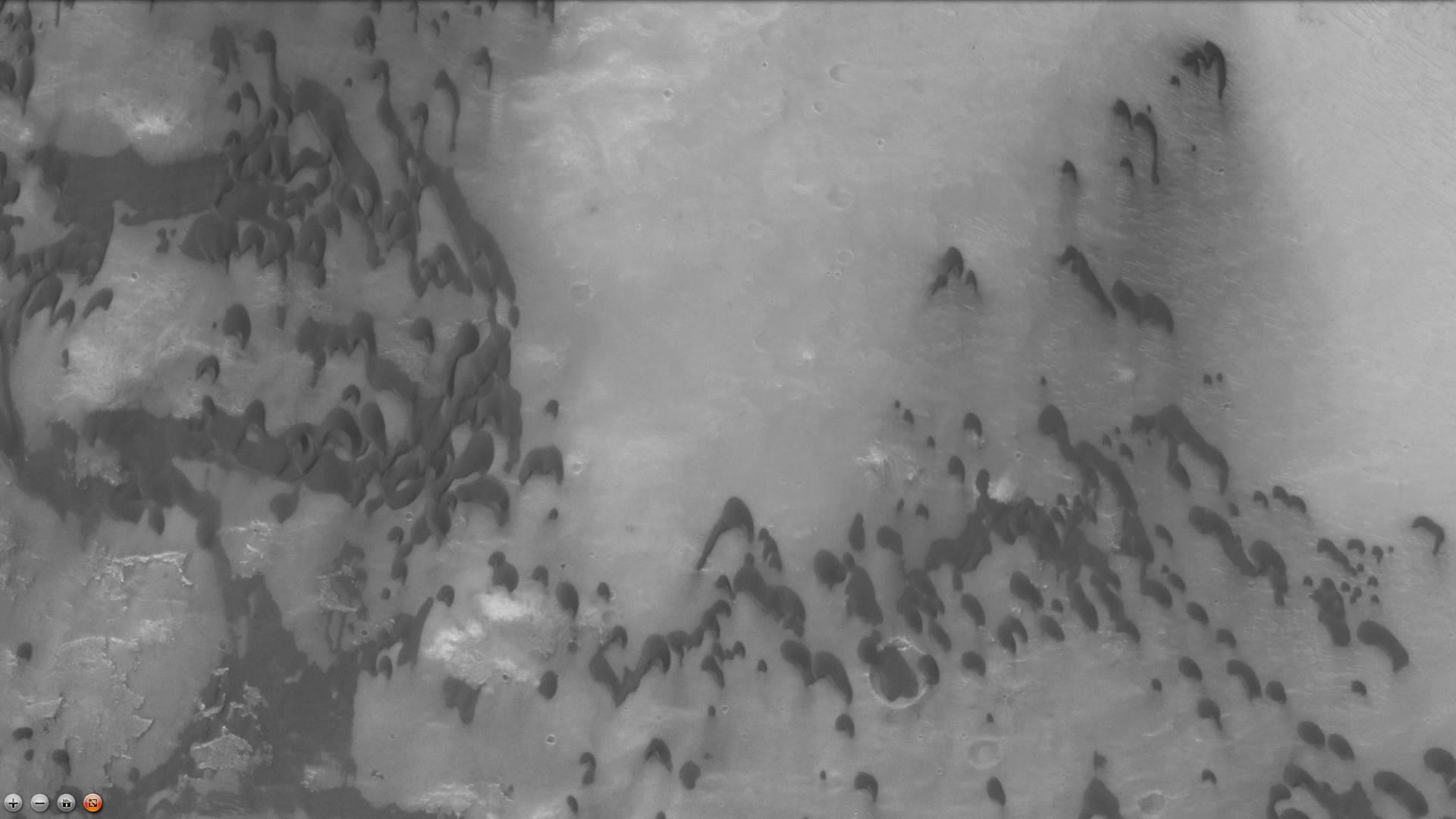
火星勘测轨道飞行器背景相机显示的坑内沙丘，注：这是前一幅图像的放大。

## 另请查看
- 撞击坑
- 撞击事件
- 火星撞击坑
- 火星矿石资源
- 行星体系命名法